# NGC 6262
NGC 6262 é uma galáxia lenticular (S0) localizada na direcção da constelação de Draco. Possui uma declinação de +57° 05' 57" e uma ascensão recta de 16 horas, 58 minutos e 42,9 segundos.
A galáxia NGC 6262 foi descoberta em 23 de Outubro de 1886 por Lewis A. Swift.